# Gianluigi Donnarumma
Gianluigi Donnarumma, född den 25 februari 1999 i Castellammare di Stabia, Italien, är en italiensk fotbollsmålvakt som spelar för Paris Saint-Germain i Ligue 1 och det italienska landslaget.
Donnarumma utvecklades inom AC Milans ungdomsakademi. Därifrån gick han till A-laget 2015 och blev den näst yngsta målvakten någonsin att debutera i Serie A, 16 år och 242 dagar. Han bröt omedelbart in i startuppställningen och fick ett rykte som utan tvekan den mest lovande unga målvakten i världen vid den tiden. År 2021 flyttade Donnarumma till Paris Saint-Germain på en gratis transfer.
Internationellt slog Donnarumma rekordet som den yngsta spelaren i Italiens U21-lag någonsin, då han debuterade vid en ålder på 17 år och 28 dagar i mars 2016. Sex månader senare gjorde han sin senior internationella debut och blev den yngsta målvakten som någonsin dykt upp för Italien, då 17 år och 189 dagar. Donnarumma representerade Italien vid Europamästerskapet 2020 när landet gick och vann hela turneringen. Donnarumma utsågs även "Player of the Tournament".

## Karriär
Donnarumma gjorde sin första match för AC Milan i den italienska ligan 2015, endast 16 år gammal. Han spelade så bra att han sensationellt tog en ordinarie plats i Milans första elva. Tränaren Sinisa Mihailovic valde den då 16-årige Donnarumma före Diego López som Milan köpt från Real Madrid drygt ett år tidigare. Sedan hösten 2015 har Donnarumma varit Milans förstamålvakt.
Donnarumma räddade tre straffar i EM-finalen mot England 2021, vilket var en starkt bidragande orsak till att Italien blev europamästare i fotbolls-EM 2020. Han blev dessutom utsedd till turneringens bäste spelare.
I juli 2021 värvades Donnarumma av Paris Saint-Germain, där han skrev på ett femårskontrakt.

## Privatliv
Donnarumma föddes i Castellammare di Stabia i regionen Neapel till föräldrarna Alfonso och Marinella. Hans äldre bror, Antonio, var också professionell målvakt i både AC Milan och Genoa, samt ett flertal andra klubbar. Donnarumma är AC Milan-supporter sedan barnsben även om Juventus-ikonen Gianluigi Buffon var hans största idol.

## Statistik
| Klubb                                                 | Säsong            | Inhemsk liga      | Inhemsk liga | Inhemsk liga | Nat. täv. | Nat. täv. | Internat. täv. | Internat. täv. | Totalt | Totalt |
| Klubb                                                 | Säsong            | Serie             | SM           | Mål          | SM        | Mål       | SM             | Mål            | SM     | Mål    |
| ----------------------------------------------------- | ----------------- | ----------------- | ------------ | ------------ | --------- | --------- | -------------- | -------------- | ------ | ------ |
| AC Milan                                              | 2015/16           | Serie A           | 30           | 0            | 1         | 0         | 0              | 0              | 31     | 0      |
| AC Milan                                              | 2016/17           | Serie A           | 38           | 0            | 3         | 0         | 0              | 0              | 41     | 0      |
| AC Milan                                              | 2017/18           | Serie A           | 38           | 0            | 4         | 0         | 11             | 0              | 53     | 0      |
| AC Milan                                              | 2018/19           | Serie A           | 36           | 0            | 3         | 0         | 0              | 0              | 39     | 0      |
| AC Milan                                              | 2019/20           | Serie A           | 36           | 0            | 3         | 0         | 0              | 0              | 39     | 0      |
| AC Milan                                              | 2020/21           | Serie A           | 37           | 0            | 0         | 0         | 11             | 0              | 48     | 0      |
| AC Milan                                              | Totalt i klubblag | Totalt i klubblag | 215          | 0            | 14        | 0         | 22             | 0              | 251    | 0      |
| Antal matcher och mål är korrekt per den 12 juli 2021 |                   |                   |              |              |           |           |                |                |        |        |

### Landslagsstatistik
| Italiens landslag |         |     |
| År                | Matcher | Mål |
| 2016              | 2       | 0   |
| 2017              | 2       | 0   |
| 2018              | 7       | 0   |
| 2019              | 5       | 0   |
| 2020              | 6       | 0   |
| 2021              | 11      | 0   |
| Totalt            | 33      | 0   |

## Meriter
| Lagmeriter                                          | Lagmeriter | Lagmeriter |
| AC Milan                                            | AC Milan   | AC Milan   |
| --------------------------------------------------- | ---------- | ---------- |
| Supercoppa italiana                                 | (1)        | 2016       |
| Italiens landslag                                   |            |            |
| Europamästerskapet                                  | (1)        | 2020       |
| Individuella meriter                                |            |            |
| Gazzetta Sports Awards                              |            | 2016       |
| Goal.com NxGn                                       |            | 2017       |
| AIC Serie A Team of the Year                        |            | 2019/20    |
| AIC Serie A Goalkeeper of the Year                  |            | 2020       |
| Serie A Best Goalkeeper                             |            | 2020/21    |
| UEFA European Championship Player of the Tournament |            | 2020       |
| UEFA European Championship Team of the Tournament   |            | 2020       |